# 天津中医药大学第三附属医院
天津中医药大学第三附属医院，是天津中医药大学与天津市静海区人民政府合作筹建的一家中医医院，拟选址静海区团泊新城西区天津健康产业园，已获得天津市发改委立项。